# 오리플람

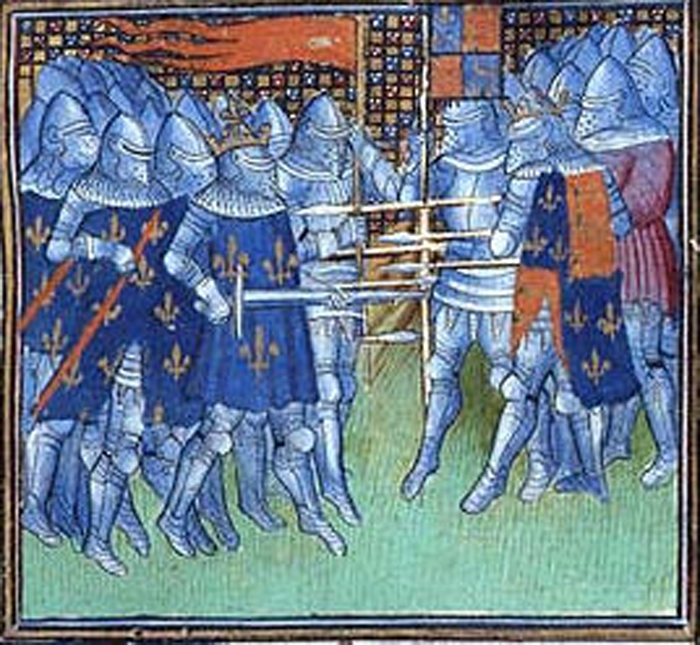
푸아티에 전투 (1356년)

오리플람(Oriflamme, 라틴어: aurea flamma - 황금 불꽃)은 금박 창에 휘날리는 뾰족하고 핏빛 붉은 깃발이다. 프랑스 왕의 신성한 전투 깃발이자 신과 성자의 전장터에 대한 신성한 개입의 상징이었다. 이 기는 파리 근처 수도원인 생드니 수도원의 신성한 깃발에서 유래되었다. 중세 시대, 특히 백년 전쟁 중에 프랑스 왕족이 오리플람을 전투에서 들어올렸을 때, 이 깃발이 내려질 때까지 포로를 잡지 않고 죽이겠다는 무자비 선언(en:No quarter)의 상징이었다. 그 전술을 통해 그들은 적, 특히 그러한 군사적 교전 중에 몸값을 위해 산 채로 잡혀갈 것으로 예상되는 귀족들의 마음에 두려움을 심어주기를 바랐다.
프랑스어에서 oriflamme이라는 용어는 원본의 형태와 관련하여 끝이 뾰족한 배너를 의미하게 되었다.